# Sepino (cidade romana)

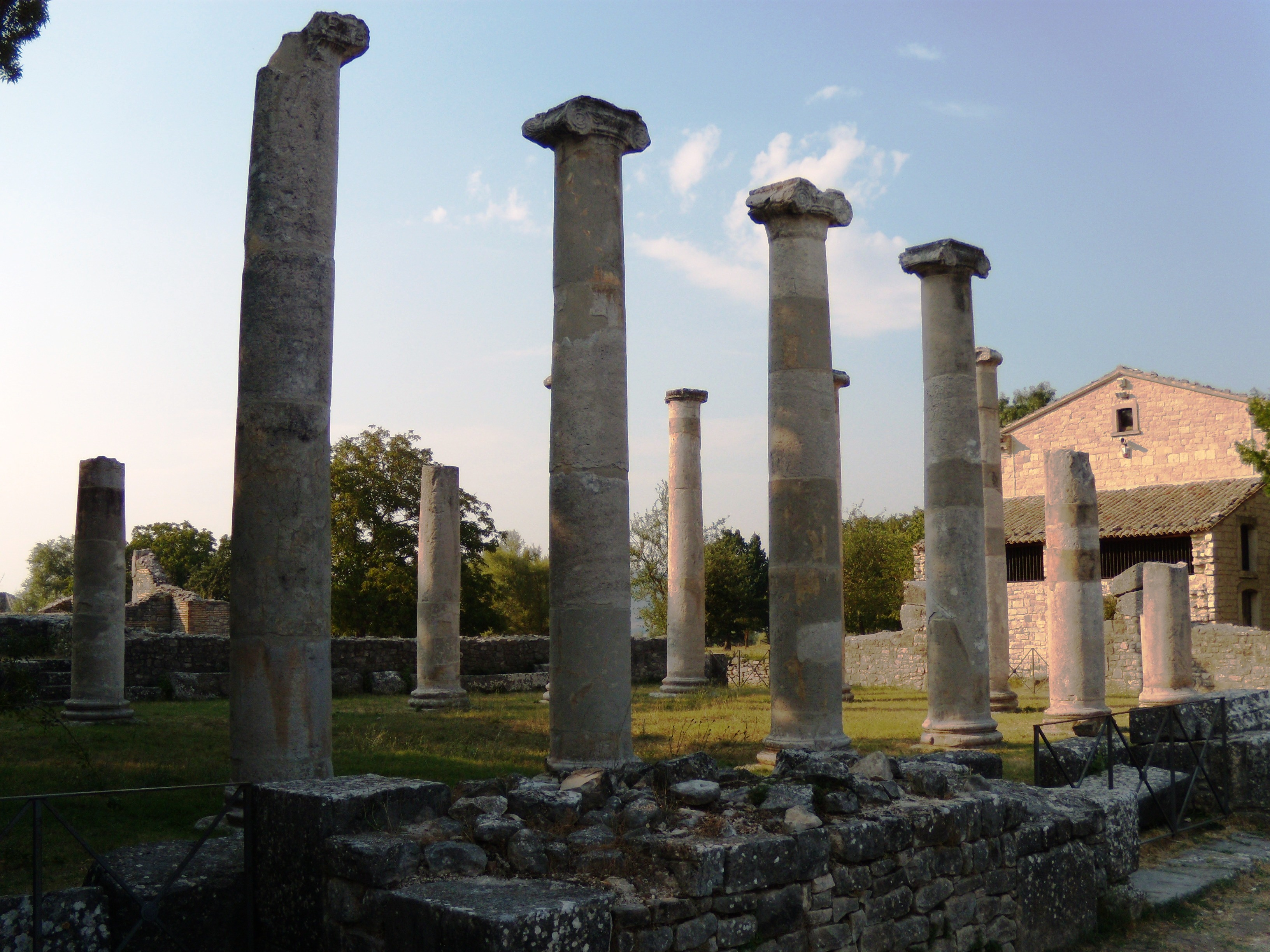
Basílica romana

Sepino (em latim: Saepinum; moderna Altilia, perto de Sepino) era uma cidade samnita situada a 15 quilômetros a sul do moderno Campobasso, no centro-sul da Itália. Sepino estava na antiga estrada de Benevento a Corfínio.

## História
A posição da cidade original é na montanha muito acima da cidade romana, e ainda existem restos de suas muralhas em alvenaria ciclópica. Foi capturado pelos romanos em 293 a.C.. As muralhas da cidade (in opus reticulatum) da cidade romana foram erguidas por Tibério antes de ele se tornar imperador e são datadas entre 2 a.C. e 4 d.C. por uma inscrição. Dentro das muralhas da cidade, estão os restos de um teatro e outros edifícios, incluindo os templos de Júpiter e Apolo. Ainda existe, junto ao portão que conduz a Boviano, uma importante inscrição de cerca de 168, relativa à tratture (ver Apúlia) na época romana, proibindo os nativos de prejudicar os pastores que passavam por eles.
A presença de tumbas do século IV dentro das muralhas da cidade sugere que a cidade já estava em grande parte abandonada nessa época. Depois do colapso do Império Romano Ocidental, Sepino foi capturado em 882 pelos sarracenos.